# Đerekare
Đerekare (em cirílico: Ђерекаре) é uma vila da Sérvia localizada no município de Tutin, pertencente ao distrito de Ráscia, na região de Ráscia e Sanjaco. A sua população era de 411 habitantes segundo o censo de 2011.

## Demografia
| 1948 | 1953 | 1961 | 1971 | 1981 | 1991 | 2002 | 2011 |
| ---- | ---- | ---- | ---- | ---- | ---- | ---- | ---- |
| 689  | 777  | 829  | 658  | 591  | 622  | 518  | 411  |